# Дударев, Павел Иванович
Па́вел Ива́нович Ду́дарев (1913—1945) — красноармеец Рабоче-крестьянской Красной Армии, Герой Советского Союза (1944).

## Биография
Павел Дударев родился в 1913 году в Златоусте (ныне — Челябинская область) в рабочей семье. Рано остался без родителей, рос в детском доме, окончил семилетнюю школу. С 1940 году работал в совхозе в посёлке Новоенисейск Енисейского района Красноярского края. В октябре 1943 года Дударев был призван на службу в Рабоче-крестьянскую Красную Армию. С декабря того же года — на фронтах Великой Отечественной войны. К марту 1944 года красноармеец Павел Дударев был разведчиком взвода пешей разведки 681-го стрелкового полка 133-й стрелковой дивизии 40-й армии 2-го Украинского фронта. Отличился во время форсирования Днестра.
24 марта 1944 года Дударев в составе разведывательной группы переправился через Днестр в районе села Василевка. Группа ворвалась в расположение противника, но тут же была окружена. При помощи гранат и в рукопашной схватке Дударев уничтожил 19 солдат и офицеров противника, вырвавшись из окружения. 28 марта во время боёв на плацдарме у села Медвежа Бричанского района Молдавской ССР он принял активное участие в отражении восьми контратак противника. Совершил ряд ночных вылазок, только за период с 8 по 30 марта 1944 года захватив тридцать «языков».
Указом Президиума Верховного Совета СССР от 13 сентября 1944 года за «образцовое выполнение боевых заданий командования на фронте борьбы с немецкими захватчиками и проявленные при этом мужество и героизм» красноармеец Павел Дударев был удостоен высокого звания Героя Советского Союза. Орден Ленина и медаль «Золотая Звезда» он получить не успел, так как 26 февраля 1945 года пропал без вести под польским городом Катовице.
Был также награждён двумя орденами Красной Звезды, орденом Славы 3-й степени, рядом медалей.
Решением сессии городского и районного Советов депутатов трудящихся № 3 от 20.06.1969 присвоено звание почетного гражданина города Енисейска.
В честь Дударева названы улицы в Енисейске и Василевке.